# Заморожуюча станція
Заморожуюча станція (рос. замораживающая станция, англ. freezing plant, нім. Gefrierkeller m, KäItestation f) – комплекс холодильних машин, що складається з компресора, конденсатора, випарника і допоміжної апаратури. 
З.с. призначена для виробництва холоду, необхідного для заморожування порід при проведенні виробок. 
3.с. розрізняють: 
- за способом отримання холоду – компресорні і абсорбційні;
- за типом холодоаґенту - аміачні, фреонові, повітряні;
- за температурним режимом впливу - звичайні (до -25 °C ) і низькотемпературні (до -50 °C) для глибокого заморожування.

3.с. бувають стаціонарними і пересувними.